# Chris Hero
Christopher «Chris» Spradlin (24 de diciembre de 1979) es un luchador profesional estadounidense más conocido como Chris Hero. que trabaja para Ring of Honor (ROH) como productor, aunque es más conocido por su paso en la Combat Zone Wrestling (CZW), y en la Pro Wrestling Guerrilla (PWG), ya que ganó dos Campeonatos Mundiales el Campeonato Mundial Peso Pesado de la CZW, y el Campeonato de la PWG.

## Carrera

### Independent Wrestling Association Mid-South (2000-2007)
Hero debutó en IWA Mid-South 1 de julio de 2000, perdiendo frente a Harry Palmer. En su primer año en la promoción, ganó el torneo Sweet Science 16 (ahora conocido como Ted Petty Invitational o TPI),  derrotando a cuatro luchadores  (Colt Cabana, American Kickboxer, de Ace Steel y Harry Palmer), y la impugnó, sin éxito ante Sabu por el NWA World Heavyweight Championship en Bloodfeast 2000 . Hero tuvo feudos con Suicide Kid, American Kickboxer, Mark Wolf y The Rugby Thug.
El 20 de octubre de 2001 en Charlestown, Indiana, Hero ganó el IWA Mid-South Heavyweight Championship en el Baker Trent. Mantuvo el título hasta el 5 de diciembre de ese año, cuando perdió ante CM Punk. Recuperó el título el 12 de julio de 2002, en Clarksville, Indiana, derrotando a Colt Cabana, y lo perdió ante M-Dogg tres meses después, el 5 de octubre en Clarksville. Él ganó el título por tercera vez el 7 de febrero de 2003, en Clarksville, derrotando a CM Punk en un combate que duró más de noventa minutos. Su tercer reinado duró hasta el 7 de junio, cuando perdió ante Mark Wolf. Hero recuperó el título en un combate con Danny Daniels el 12 de julio de 2003, después de que Mark Wolf había dejado vacante el título. Hero perdió por cuarta vez y última vez ante Danny Daniels menos de un mes después, el 2 de agosto.
Durante el otoño de 2005, Hero y Arik Cannon continuaron su pelea que se había iniciado años antes en la IWA-MS. Al final de la misma, cambió de héroe a villano luego de ser eliminado por Cannon en la tercera ronda del TPI de 2005. Más tarde dio la espalda a Rotten, sus alumnos Trik Davis, Knuckles Mickie, Remsburg Bryce y todos los demás quienes le habían ofrecido su amistad. Hero destruyó el Campeonato Peso Pesado de IWA Mid-South. A finales de 2005, ganó el tercer torneo anual de Revolution Strong Style Tournament derrotando a Necro Butcher en la final.

### Ring of Honor (2006-2012)
Chris debutó el 22 de diciembre de 2006 en ROH después de haber estado luchando en otras promociones independientes.
Chris estuvo luchando en ROH y en otras promociones independientes, hasta que a mediados del 2008 empezó a centrarse solo y exclusivamente en ROH, teniendo algunas oportunidades por el título mundial de ROH aunque no lo consiguió.
El 14 de agosto de 2009 comenzó un feudo con Roderick Strong, finalizando unas semanas después.
El 5 de noviembre de 2010, junto a Claudio Castagnoli disputó en Perú en el evento Reyes de la lucha libre (RDLL) de la empresa chola LWA, contra Clase, Poder y Dinero (Ian Muhilg & TVK), para definir a los primeros campeones en parejas de la LWA.

### WWE (2012-2013)

#### NXT Wrestling (2012-2013)
En junio de 2011, Spradlin y Claudio Castagnoli tuvieron unos combates de prueba privados en la WWE. Mientras que Claudio firmó un contrato de inmediato con la WWE, el de Spradlin se anuló debido a sus elevados niveles de testosterona y epitestosterona por fallar un test de esteroides. Finalmente, firmó el contrato en febrero de 2012, siendo asignado al territorio de desarrollo, la Florida Championship Wrestling (FCW). El 16 de febrero debutó como Kassius Ohno. Su primer combate fue en un evento en vivo ese mismo día, perdiendo ante Xavier Woods. Su primer combate en televisión lo tuvo el 19 de marzo, derrotando a Woods. El 29 de abril, se enfrentó sin éxito a Seth Rollins por el Campeonato Peso Pesado de Florida.
Cuando la WWE cambió su territorio de desarrollo a NXT Wrestling, Ohno debutó en el tercer episodio del programa WWE NXT, donde derrotó a Mike Dalton. Su personaje se volvió característico por querer noquear a todos sus oponentes (Kassious Ohno, K.O.) mientras gritan Oh-No. Tras esto, empezó un feudo con Richie Steamboat en septiembre, donde fue derrotado en dos ocasiones, pero Ohno le atacó ambas veces una vez acabó el combate. El 17 de octubre, Ohno lesionó y cubrió a Steamboat durante un combate por tríos, pero Steamboat pudo interferir y costarle un combate a Ohno la semana siguiente ante Trent Barreta. Ohno derrotó a Barreta en la revancha el 7 de noviembre. El 21 de noviembre, Steamboat hizo su regreso y derrotó a Ohno limpiamente, acabando el feudo. Tras eso, empezó una alianza con Leo Kruger, empezando un feudo con William Regal después de que salvara a Tyson Kidd de una paliza de Ohno y Kruger. Ohno y Kruger derrotaron a Kidd y Justin Gabriel el 2 de enero de 2013,  NXT . En el episodio de NXT del 30 de enero, Ohno y Kruger participaron en el NXT Tag Team Championship Tournament para coronar a los campeones inaugurales y derrotaron a Alex Riley y Derrick Bateman en la primera ronda. El 6 de febrero,  NXT , Ohno y Kruger fueron derrotados por  Adrian Neville y Oliver Gray en las semifinales cuando Ohno se distrajo con la provocación de Regal. Cuando Regal salvó a Derrick Bateman del ataque posterior al combate de Ohno en el 13 de marzo de  NXT , Ohno se enfrentó a Regal solo para ser atacado por él. La semana siguiente, Regal se disculpó con Ohno y, en respuesta, Ohno declaró que había seguido los pasos de Regal para llegar a la WWE, pero que toda la carrera de Regal no tenía legado, lo que llevó a Regal a asaltar nuevamente a Ohno. En las siguientes semanas, Ohno y Regal se atacaron mutuamente mientras la otra persona estaba comentando. La rivalidad entre Ohno y Regal culminó en una lucha el 11 de abril "NXT", que Regal ganó.
El 8 de mayo  NXT , Ohno se volvió face al disculparse con Regal, después de lo cual, fue atacado por The Wyatt Family. En el episodio del 29 de mayo de  NXT , Ohno compitió en una batalla real de 18 hombres para determinar al contendiente número uno por el NXT Championship, donde él y Corey Graves  fueron eliminados por Bray Wyatt. La semana siguiente, Ohno y Graves se unieron para enfrentarse a Luke Harper y Erick Rowan por los NXT Tag Team Championships, pero fueron derrotados después de que Wyatt interfiriera. En el episodio de NXT del 19 de junio, Ohno, Graves y Adrian Neville fueron derrotados por the Wyatt Family en un combate por tríos. El 26 de junio, Graves y Ohno derrotaron a Garrett Dylan y Scott Dawson y se convirtieron en los aspirantes número uno por los campeonatos en pareja de NXT, pero luego fueron atacados por The Wyatt Family y por Dylan y Dawson. Este ataque llevó a Ohno a sufrir una lesión en la historia mientras era sacado de las grabaciones de NXT en televisión, al parecer debido a su falta de compromiso con los programas de acondicionamiento físico. Ohno regresó a la acción en el ring el 2 de octubre  NXT , perdiendo contra Luke Harper.
El 9 de noviembre, Spradlin fue despedido de la WWE.

### Regreso a la WWE (2017-2020)

#### NXT/NXT UK (2017-2020)
El 5 de enero en NXT, Chris hizo su regreso a WWE como Kassius Ohno donde salió para confrontar a Shinsuke Nakamura e hizo ver su interés por el Campeonato de NXT. El 22 de febrero en NXT, Chris nuevamente hizo su regreso a la televisión donde salió para confrontar y luego atacar a Bobby Roode pactándose una lucha por el título. El 15 de marzo en NXT, fue derrotado por Roode.
En NXT TakeOver: Orlando, reemplazó a No Way Jose en el equipo de Tye Dillinger, Roderick Strong y Ruby Riot contra SAni†Y (Eric Young, Alexander Wolfe, Killian Dain & Nikki Cross). El 21 de junio en NXT, fue derrotado por Aliester Black en una lucha ovacionada por el público. El 7 de junio, salió para defender a Oney Lorcan después de que éste fuese atacado brutalmente por su propio amigo Hideo Itami, quien cambió a heel. El 26 de julio en NXT, venció a Itami por descalificación, ya que Itami le dio un "Low Blow" y continuara atacándolo. El 6 de septiembre en NXT, derrotó a Itami en un No Disqualification Match.
En el episodio del 8 de noviembre de NXT, Ohno le pidió al gerente general William Regal una lucha con el invicto Lars Sullivan. En  NXT TakeOver: WarGames, Ohno fue derrotado por Sullivan. En el episodio del 24 de enero de NXT, Ohno tuvo un encuentro tras bambalinas con Velveteen Dream que terminó con Ohno empujando a Dream al suelo. Esto llevó a una lucha contra Dream en  NXT TakeOver: Philadelphia donde Ohno perdió.
Ohno desde entonces ha expresado su disgusto con la atención prestada a las nuevas superestrellas de NXT, y es visto como el guardián figurativamente en NXT mientras muestra signos de un turn heel. En  NXT TakeOver: WarGames, fue llamado por Matt Riddle, quien lo desafió a una lucha improvisada, que perdió en solo ocho segundos. En la edición del 5 de diciembre de NXT, Ohno atacó a Riddle después de su lucha contra el debutante Punishment Martinez, consolidando su cambio a heel en el proceso. En NXT TakeOver: Phoenix, Ohno se enfrentó a Riddle en una revancha, que perdió.
El 27 de enero en NXT Reino Unido, pierde frente a  WALTER.
Después de perder frente a Matt Riddle en Takeover, Ohno declaró en el programa semanal de NXT que dejaría NXT. El 22 de febrero de 2019, Ohno debutó en el evento de la marca WWE en el Reino Unido NXT UK en Coventry, Reino Unido. Allí se anunció que Ohno era ahora un luchador activo en NXT UK. La noche siguiente, el 23 de febrero, realizó una promoción en NXT UK Coventry, leyendo una disculpa de su teléfono para Aston Smith. Más tarde, fue derrotado por Travis Banks.
El 16 de abril de 2020, su perfil de WWE.com fue trasladado a la sección de antiguos alumnos.

### Progress Wrestling (2018)
El sábado 5 de mayo de 2018, participa en el Torneo de Estilo Fuerte del PROGRESO al vencer a Chris Brookes, al pasar la primera ronda, se enfrentará a Tyler Bate en la segunda ronda. El 6 de mayo en la segunda ronda, perdió contra Tyler Bate y fue eliminado del torneo.

## En lucha
- Movimientos finales
  - Ohno Blade[13] (Inverted three-quarter facelock derivado en spinning elbow smash a la nuca del oponente) - 2011-presente
  - KO Elbow[12][42] (spinning elbow smash, a veces con una codera) - 2008-presente
  - Deathblow Elbow[42] (spinning elbow smash a la nuca del oponente) - 2008-presente
  - Ripcord Elbow[42] (Wrist-lock spinning elbow smash) - 2008-2011
  - Hero's Welcome[2][3][4] (Rolling cutter) - 1998-2011
  - Death Is Welcome[42] (Jumping rolling cutter) - 1998-2011
  - Hammerlock Hero's Welcome[42] (Hammerlock rolling cutter) - 2002-2011
  - Super Hero's Welcome[2] (Lifting rolling cutter) - 2002-2011
  - Hero's Welcome Championship Edition[42] (Wrist-clutch sitout scoop slam piledriver) - 2002-2011
  - Hangman's Clutch[2][3][4] (Stepover toehold inverted three-quarter facelock)[2] - 1998-2011
  - Hangman's Clutch II[2] / Kassious Klutch[43] (Arm trap inverted three-quarter facelock) - 1998-2011, 2013-presente
  - Hangman's Clutch III (Standing leg grapevine inverted three-quarter facelock) - 1998-2011
  - Hangman's Clutch Facebuster (Three-quarter facelock sitout facebuster) - 1998-2011
  - Cyclone Kill[3] (Spinning big boot) - 2007-2011
  - Rivera Cloverleaf[42] (Modified cloverleaf) - 2002-2011; innovado
  - Rubik's Cube[42] (Electric chair driver) - 2002-2011
  - Diving moonsault[42] - 1998-2011

- Movimientos de firma
  - Cravate[2][3] (Three-quarter facelock)
  - Cravate Buster(Three-quarter facelock corkscrew neckbreaker)
  - Cravate Countdown (Standing hree-quarter facelock guillotine drop)
  - Cravate Cutter[2] (Diving somersault three-quarter facelock bulldog)
  - Cravate-Plex[2][4] (Three-quarter facelock suplex) - innovado
  - Cravate-O-Clasm[4] (Three-quarter facelock iconoclasm)
  - Hero DDT[2] (Spinning DDT)
  - Hero Sandwich[2] (Swinging side slam backbreaker)
  - Hero Sandwich II[2] (Hammerlock swinging side slam backbreaker)
  - Hero Sidekick (Running arched big boot a un oponente arrinconado)
  - Hero Stomp[3] (Diving double foot stomp, a veces en un springboard)[2]
  - Hero Dive[2] (Suicide somersault senton)
  - Forearm Smashes of Fury[2] (Múltiples forearm smashes)
  - Russ Abbot (Leapfrog roll-up pasando entre las piernas del oponente)
  - Strech Plum Alpha (Modified inverted facelock)
  - Johnny Saint Special[2] (Lady of the Lake)
  - Tracy Smothers (Múltiples high-speed double palm strikes al pecho de un oponente arrinconado)
  - Ankle lock[2]
  - Bridging german suplex[2]
  - Corkscrew plancha[2]
  - Diving corkscrew senton
  - Diving moonsault,[2] a veces desde el suelo
  - Double knee backbreaker
  - Double leg slam[2]
  - Elbow smash[2]
  - Diving frog elbow drop
  - Hammerlock suplex[2]
  - Indian deathlock sitout belly to back piledriver[2]
  - Inverted crucifix powerbomb
  - Inverted suplex stunner
  - Jumping double foot stomp seguido de senton[2]
  - Rolling release suplex
  - Running somersault senton
  - Snap DDT[2]
  - Springboard back elbow smash

- Apodos
  - "The Mack Daddy of the Cravate"
  - "The Savior of CZW"
  - "That Young Knockout Kid"
  - "The Knockout Artist"

## Campeonatos y logros
- AAW: Professional Wrestling Redefined
  - Jim Lynam Memorial Tournament (2016)[44]

- All Pro Wrestling
  - APW Worldwide Internet Championship (1 vez)

- Alternative Championship Wrestling
  - ACW Heavyweight Championship (1 vez)[2][45]

- Chikara
  - Chikara Campeonatos de Parejas (1 vez) – con Claudio Castagnoli[45][46]
  - Tag World Grand Prix (2006) – con Claudio Castagnoli[45][46]

- Combat Zone Wrestling
  - CZW Iron Man Championship (1 vez)[2][45]
  - CZW World Heavyweight Championship (1 vez)[2][45]
  - CZW World Tag Team Championship (2 veces) – con Claudio Castagnoli[2][45]
  - Last Team Standing (2006) – con Claudio Castagnoli[2]

- Coliseum Championship Wrestling
  - CCW Heavyweight Championship (3 veces)[45]
  - CCW Tag Team Championship (1 vez) – con John Caesar[45]

- DDT Pro-Wrestling
  - Ironman Heavymetalweight Championship (1 vez)[45]

- Evolve
  - Evolve Championship (1 vez)[47]

- Grand Pro Wrestling
  - GPW Heavyweight Championship (1 vez)[45][46]

- Hard Core Wrestling
  - HCW Tag Team Championship (1 vez) – con Danny Blackheart[2]

- Impact Championship Wrestling
  - ICW Heavyweight Championship (1 vez)[2]

- Wrestling Association Mid-South
  - IWA Mid-South Heavyweight Championship (4 veces)[2][48]
  - Strong Style Tournament (2005)[45]
  - Sweet Science Sixteen (2000)[2][45]
  - Ted Petty Invitational (2016)

- IWA East Coast
  - IWA East Coast Heavyweight Championship (2 veces)[45]

- Juggalo Championship Wrestling
  - JCW Tag Team Championship (1 vez) – con Claudio Castagnoli[48]

- NWA West Virginia/Ohio
  - NWA WV/OH Junior Heavyweight Championship (1 vez)[2]

- Northern States Wrestling Alliance
  - NSWA Heavyweight Championship (1 vez)[2][45]

- Pro Wrestling Guerrilla/PWG
  - PWG World Championship (1 vez)[45]

- Pro Wrestling Illustrated
  - PWI lo clasificó como el N.º 36 de los 500 mejores luchadores de singles en el PWI 500 en 2011[47]

- Pro Wrestling Noah
  - Global League Puroresu Kakutōgi DX Award (2014)[49]
  - Global Tag League Outstanding Performance Award (2015) – con Colt Cabana[50]
  - Global Tag League Technique Award (2014, 2015) – con Colt Cabana[51][50]

- Ring of Honor/ROH
  - ROH World Tag Team Championship (2 veces) – con Claudio Castagnoli[2][45][52]
  - Survival of the Fittest. (2007)[2][45]
  - Tag Wars Tournament (2010) – con Claudio Castagnoli
  - Undisputed World Intergender Heavyweight Tag Team Championship (1 vez) – con Sara Del Rey1[2][45]

- SoCal Uncensored Awards
  - Match of the Year (2008) vs. Low Ki at PWG 2008 Battle of Los Angeles – Stage Two, 2 de noviembre de 2008[53]
  - Match of the Year (2009) vs. Bryan Danielson at PWG Guerre Sans Frontières, 4 de septiembre de 2009[53]

- Unified Championship Wrestling
  - UCW Television Championship (1 vez)[2][45]

- Violent Championship Wrestling
  - VCW Tag Team Championship (2 veces) – con Porno the Clown[2][45]
  - VCW Triple Threat Championship (2 veces)[2][45]
- Westside Xtreme Wrestling
  - wXw World Heavyweight Championship (1 vez)[2][45][54]
  - wXw Tag Team Championship (1 vez) – con Marc Roudin[2][45][54][51]
  - 16 Carat Gold Tournament (2007, 2014)[2][45]

- Wrestling Observer Newsletter
  - Tag Team of the Year (2010) con Claudio Castagnoli[55]

- Xtreme Intense Championship Wrestling
  - XICW Heavyweight Championship (1 vez)[45]

- Other achievements
  - Jeff Peterson Cup (2007)[45]

1  Campeonato no reconocido oficialmente por Ring of Honor. 

## Luchas de Apuestas registro
| Ganador (apuesta)       | Perdedor (apuesta)      | Ubicación               | Evento                                   | Fecha                   | Notas                          |
| ----------------------- | ----------------------- | ----------------------- | ---------------------------------------- | ----------------------- | ------------------------------ |
| Chris Hero (pelo)       | Equinoccio (máscara)    | Hellertown, Pensilvania | The sordid dangers of everyday existence | 17 de noviembre de 2007 |                                |
| Kassius Ohno (contrato) | Elias Samson (contrato) | Orlando, Florida        | NXT                                      | 22 de febrero de 2017   | Emitido el 29 de marzo de 2017 |